# Festival Internacional de Jazz de Barcelona

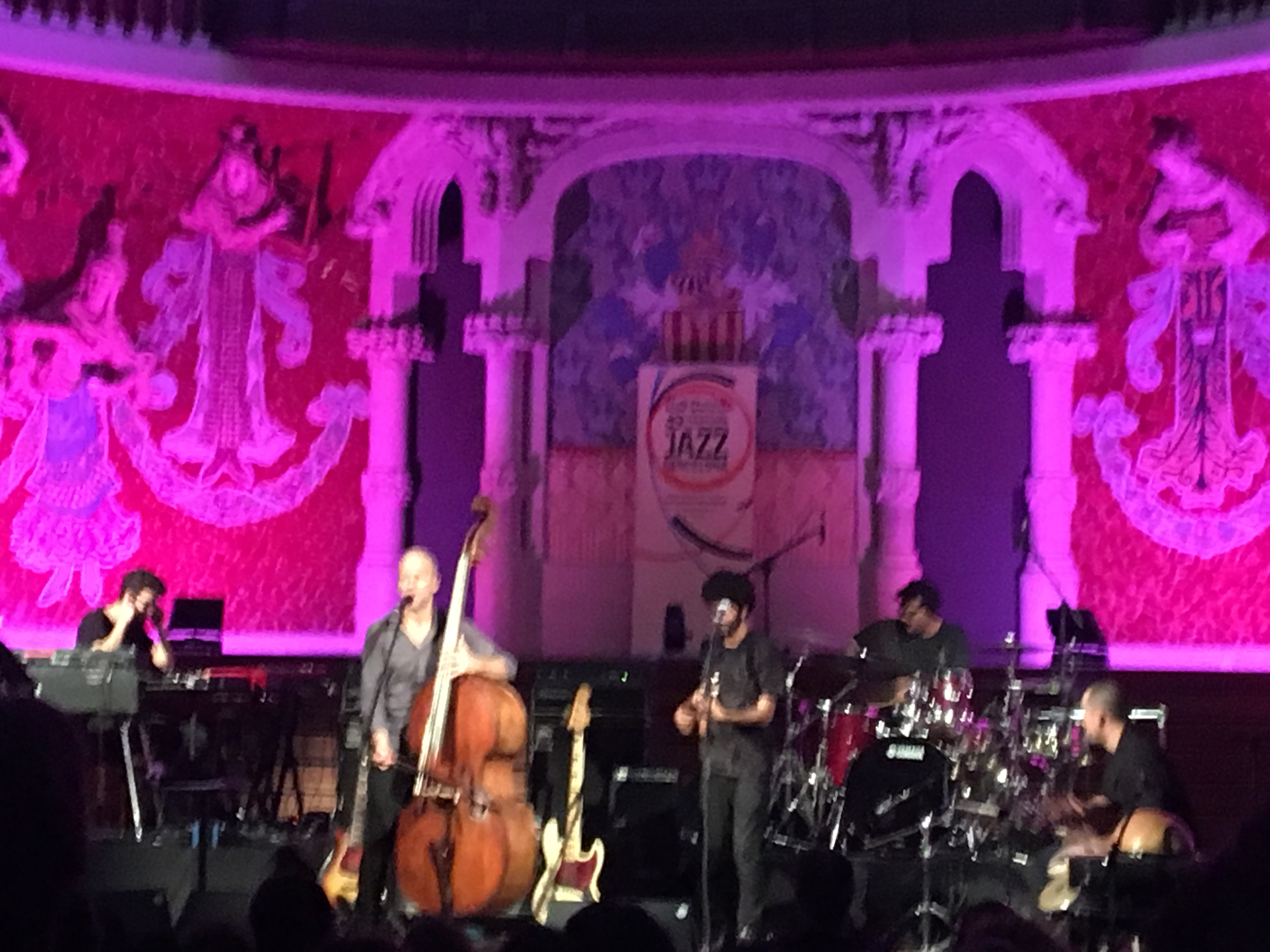
El contrabaixista Avishai Cohen actuant al Palau de la Música Catalana, al 49è Festival Internacional de Jazz de Barcelona, el 25 de novembre de 2017

El Festival Internacional de Jazz de Barcelona es va fundar el 1966. És el festival de jazz més antic dels que se celebren a Catalunya.
El primer concert va ser el 3 de novembre de 1966, al Palau de la Música Catalana, a càrrec del pianista Dave Brubeck i el seu quartet. Va estar suspès entre 1977 i 1979, de manera que en l'edició de 2018 celebrarà el seu 50è aniversari.
Ha programat tant artistes joves o debutants, com grans figures ja consagrades, com Duke Ellington, Count Basie, Miles Davis, Sonny Rollins, Jimmy Smith, Dexter Gordon, Keith Jarrett, Barbara Hendricks i un llarg etcètera. La programació musical es complementa amb activitats paral·leles com conferències, classes magistrals, exposicions o projeccions cinematogràfiques.